# 教育部国語辞典
教育部『国語辞典』（きょういくぶ こくごじてん）は、中華民国教育部国語推行委員会編の標準中国語（国語）の辞典。現在の正式名称は『重編国語辞典修訂本』で、電子版のみが存在する。

## 内容
紙版の『国語辞典』は親字を注音符号の順に並べ、各親字の下にその字で始まる語をやはり注音符号の順に並べている。すべての語には注音符号とローマ字（初版では国語ローマ字、現在は漢語拼音）で発音を記している。
オンライン版は、漢字や発音・部首などで検索できる。また正規表現風の記号を使ってかなり細かく検索することができる。
発音が普通話の規範と違っていることがある。たとえば「垃圾」（ごみ）は普通話では lājī であるが、『国語辞典』では ㄌㄜˋ　ㄙㄜˋ (lè sè) になっている。
説明は出典や用例を詳しく記していることに特徴がある。たとえば「不亦樂乎」では、本来の意味で『論語』を例文としてあげ、また「程度がひどい」ことを意味する現代での用例では『醒世姻縁伝』をあげる。現代語の場合は出典なしに例文をあげることも多い。
現代の標準的な言葉だけではなく、北京語やその他の方言的な語彙、古い小説の語彙などを多く載せているのも特徴である。また現在の版では「愛玉」など台湾の言葉も多く載せている。

## 萌典
萌典はオープンソース・オープンデータを推進する草の根団体「零時政府」（中国語版、「零時」は「臨時」と音が近い）の提供する電子版の辞典。『国語辞典』は教育部が著作権を所有しているが、中華民国著作権法第50条に「政府機関名義で発表された資料はフェアユースの範囲内で複製できる」とあることを根拠としてデータをコピーして使っており、教育部もこれがフェアユースであることに合意した。
萌典は入力欄に入れた文字列を含む語を自動的にリストアップする機能がある。また Unicode に対応しており、『国語辞典』にない異体字（「邨」など）も検索できる。
萌典の名は教育部(Ministry of Education)の頭字語が MOE になるところに由来している。内容は『国語辞典』そのものであって萌えとは関係ない。
オンライン版のほかにオフラインで使用することもできる。またAndroid・iOS用のアプリケーションもある。

## 歴史
中華民国では銭玄同・黎錦熙らを中心として1920年に『国語辞典』編纂委員会が作られたが、この出版計画はのちにより大規模な『中国大辞典』に取ってかわられた。中国大辞典編纂処の主任は黎錦熙で、全10冊の大辞典になる予定だった。しかし『中国大辞典』は大規模すぎて完成が容易でなかったことから、とりあえずすでに集めた資料を使って中型の『国語辞典』を先に出版することにした。
『国語辞典』は汪怡を編集長として1931年に実際の編集を開始し、1937年3月に全4冊中の第1冊が出版されたが、同年日中戦争が勃発したために残りを出版することができなくなった。
戦時中、中国大辞典編纂処のメンバーのうち北京に残った者が汪兆銘政権下で引き続き『国語辞典』の編纂を続け、1945年までかけて8冊本の『国語辞典』が出版された。
戦後、1947年にあらためて商務印書館から4冊本の『国語辞典』が出版された（第1冊は1937年のものの重版）。
中華人民共和国では1956年に中国科学院語言研究所に詞典編輯室が作られ、中国大辞典編纂処は詞典編輯室に吸収された。翌1957年に『国語辞典』を簡略化して1冊本にしたものが『漢語詞典』と改題の上出版された。注音符号の順であることは変わらなかったが、国語ローマ字は除かれた。
いっぽう中華民国政府の移転先である台湾では、大きく改訂した6冊本の『重編国語辞典』が1981年に台湾商務印書館から出版された。
1994年には『重編国語辞典修訂本』が作られたが、この版からは紙媒体での出版はせず、オンラインとCD-ROM媒体のみで提供することになった。